# روبرت فرانك (لاعب تنس الطاولة)
روبرت فرانك (بالإنجليزية: Robert Frank)‏ هو لاعب تنس الطاولة أسترالي، ولد في 22 يناير 1990.

## وصلات خارجية
- روبرت فرانك على موقع أوليمبيديا (الإنجليزية)
- روبرت فرانك على موقع اللجنة الأولمبية الأسترالية (الإنجليزية)